# بولیوار، کوچابامبا
بولیوار (به اسپانیایی: Bolívar) یک منطقهٔ مسکونی در بولیوی است که در استان بولیوار، کوچوبامبا واقع شده‌است.